# Acrymia ajugiflora
Acrymia es un género monotípico  de plantas con flores perteneciente a la familia Lamiaceae. Su única especie: Acrymia ajugiflora Prain, Bull. Misc. Inform. Kew 1908: 115 (1908), es originaria de Malasia en Perak y Selangor.

## Taxonomía
Acrymia ajugiflora fue descrita por David Prain y publicado en Bulletin of Miscellaneous Information Kew 1908: 115. 1908.